# Paszport do eksportu

## Działanie 6.1 "Paszport do eksportu"
Działanie 6.1 jest elementem Programu Operacyjnego Innowacyjna Gospodarka, który przewiduje, że wsparcie na rozwój eksportu otrzyma 2000 przedsiębiorstw rocznie. Działanie skierowane jest do przedsiębiorstw z sektora MŚP rozpoczynających działalność eksportową lub potencjalnych eksporterów mających siedzibę na terenie Rzeczypospolitej Polskiej (w przypadku osób fizycznych posiadających miejsce zamieszkania na terenie Rzeczypospolitej Polskiej.) Przedsiębiorstwo może otrzymać dofinansowanie tylko na jeden projekt, który trwa nie dłużej niż 24 miesiące. Maksymalna wysokość dofinansowania wynosi 210 000 zł, którą można przeznaczyć na pokrycie 50% całkowitych kosztów kwalifikowalnych związanych z rozwojem działalności eksportowej (do 200 000 zł na wdrożenie Planu Rozwoju Eksportu, do 10 000 zł (80% wsparcia) na zakup zewnętrznej usługi doradczej opracowania Planu Rozwoju Eksportu.
W ramach Działania wspierane będzie kompleksowe wsparcie dla przedsiębiorców MŚP zainteresowanych nawiązaniem kontaktów handlowych z partnerami zagranicznymi obejmujące w szczególności doradztwo i szkolenia w zakresie promocji sprzedaży za granicą i promocji eksportu, badania rynków zagranicznych, udziału w imprezach targowo-wystawienniczych (wsparcie to nie obejmuje pomocy publicznej na działalność związaną z wywozem produktów).

## Koszty kwalifikowalne
Koszty, które mogą być sfinansowane ze środków UE
Począwszy od I naboru wniosków w 2012 roku nie ma dwóch odrębnych etapów Działania 6.1 PO IG gdyż zostały połączone. Działanie jest jednoetapowe - składa się wniosek oraz Plan Rozwoju Eksportu.
W poprzednich naborach.
Do 2011 roku włącznie

### I etap
Zakup zewnętrznej usługi doradczej w zakresie opracowania Planu Rozwoju Eksportu
Maksymalne dofinansowanie 80%, nie większe niż 10.000 zł.
Do 2011 roku włącznie.

### II etap
Udział w zagranicznych imprezach targowo-wystawienniczych w charakterze wystawcy:
- wynajęcie i zabudowa powierzchni wystawienniczej;
- zakup usług w zakresie obsługi technicznej stoiska;
- zakup usług w zakresie transportu eksponatów oraz elementów zabudowy wraz z ubezpieczeniem, odprawą celną i kosztami spedycji;
- podróże służbowe trzech osób uczestniczących w realizacji projektu;
- opłaty związane z uzyskaniem niezbędnych wiz oraz ubezpieczeniem dla osób uczestniczących w realizacji projektu;
- wpis do katalogu targowego, opłata rejestracyjna, reklama w mediach targowych;
- zakup usług w zakresie organizacji spotkań z potencjalnymi partnerami handlowymi;
- zakup usług doradczych w zakresie określenia potencjalnych partnerów handlowych, przygotowania ofert współpracy oraz negocjacji handlowych.

Organizacja i udział w misjach gospodarczych za granicą:
- zakup usługi polegającej na zorganizowaniu misji;
- zakup usługi polegającej na organizacja spotkań z potencjalnymi partnerami handlowymi;
- zakup usług doradczych w zakresie określenia potencjalnych partnerów handlowych, przygotowania ofert współpracy oraz negocjacji handlowych;
- podróże służbowe trzech osób uczestniczących w realizacji projektu;
- opłaty związane z uzyskaniem wiz oraz ubezpieczeniem dla osób uczestniczących w realizacji projektu;
- zakup biletów wstępu w celu zwiedzenia targów związanych z daną misją gospodarczą.

Wyszukiwanie i dobór partnerów na rynkach docelowych:
- zakup baz danych oraz badań marketingowych;
- zakup usług prawnych i doradczych związanych z określeniem, wyszukiwaniem, doborem i wyselekcjonowaniem oraz sprawdzeniem wiarygodności partnerów na rynkach docelowych;
- zakup usług w zakresie organizacji spotkań z wyselekcjonowanymi potencjalnymi partnerami handlowymi;
- podróże służbowe trzech osób uczestniczących w realizacji projektu;
- opłaty związane z uzyskaniem niezbędnych wiz oraz ubezpieczeniem dla osób uczestniczących w realizacji projektu.

Uzyskanie niezbędnych dokumentów, uprawniających do wprowadzenia towarów lub usług na wybrane rynki docelowe:
- zakup usług doradczych związanych z uzyskaniem certyfikatu, świadectwa lub atestu;
- zakup usług prawnych związanych z wprowadzeniem towarów lub usług na wybrane rynki docelowe;
- przygotowanie dokumentacji technicznej;
- transport i ubezpieczenie próbek wyrobu i dokumentacji technicznej;
- przeprowadzenie badań certyfikacyjnych;
- wystawienie i wydanie certyfikatu.

Strategia finansowania przedsięwzięć eksportowych i działalności eksportowej:
- opracowanie optymalnej strategii finansowania
- wskazanie potencjalnych źródeł finansowania i identyfikacja dostępnych źródeł
- rekomendację źródeł finansowania

Opracowanie koncepcji wizerunku przedsiębiorcy na wybranych rynkach zagranicznych:
- opracowanie strategii wprowadzenia nowych produktów na rynek;
- analiza cyklu życia produktu na wybranych rynkach zagranicznych;
- analiza wyglądu produktu pod kątem potrzeb wybranego rynku;
- stworzenie wzornictwa w zakresie produktu, opakowania, znaku firmowego.

Inne wydatki niezbędne do realizacji działań:
- działania promocyjne i informacyjne;
- tłumaczenia;
- obsługa instrumentów zabezpieczających realizację umowy;
- otwarcie i prowadzenie wyodrębnionego na rzecz projektu subkonta na rachunku bankowym lub wyodrębnionego rachunku bankowego.

Maksymalne dofinansowanie wdrożenia 50%, nie większe niż 200.000 zł, maksymalne dofinansowanie opracowania Planu Rozwoju Eksportu 80%, nie większe niż 10 000 zł.